# Altiplano (Film)
Altiplano ist ein Filmdrama von Peter Brosens und Jessica Woodworth mit Magaly Solier, Jasmin Tabatabai und Olivier Gourmet in den Hauptrollen. Der Film spielt auf drei Kontinenten in fünf Sprachen. Er erzählt die Geschichte von zwei trauernden Frauen, deren Schicksale sich im Laufe des Filmes begegnen. 

## Handlung
Die Fotografin Grace wird im Irak gezwungen zu fotografieren, wie ihr Führer erschossen wird. Zurück in Belgien versucht sie die Geschehnisse zu verarbeiten. Nachdem das Foto bereits für den Pulitzer-Preis nominiert wurde, zieht sie es wieder zurück. Ihr Ehemann Max ist Augenarzt und fliegt kurze Zeit später nach Peru, um in einer kleinen Augenklinik in den Anden zu arbeiten. Durch eine nahegelegene Mine gelangt Quecksilber in den Boden. Dies verursacht eine Reihe von Erkrankungen im Dorf Turubamba. Max und seine Kollegen beschließen der Sache auf den Grund zu gehen und medizinische Daten in Turubamba zu sammeln. 
Währenddessen wartet Saturnina, eine junge Frau des Dorfes, auf die Rückkehr ihres Bräutigams Ignacio aus den Bergen. Er stirbt an einer Quecksilber-Vergiftung und wird zurück ins Dorf getragen, als die Ärzte eintreffen. Der Bitte der Ärzte, den Leichnam untersuchen zu dürfen, begegnet Saturninas Mutter voll wütender Ablehnung. Die Dörfler richten ihren Zorn nun gegen die Ärzte und steinigen Max zu Tode. Daraufhin organisiert Saturnina eine Demonstration gegen die LKW-Fahrer der Mine. Die Demonstration wird jedoch bald aufgelöst. Saturnina begeht Selbstmord, indem sie Quecksilber schluckt und sich dabei mit der Kamera filmt, die Max bei der Steinigung hat fallenlassen. 
Grace macht sich auf den Weg, um den Ort von Max Tod aufzusuchen. Sie wird von Saturninas Mutter freundlich empfangen. Sie sieht Saturninas Video. Am Ende des Films nimmt Grace an der Beerdigung von Saturnina teil und hat die Trauer über ihren Ehemann überwunden.

## Produktion
Der Film wurde im Laufe von 43 Tagen zwischen Juni und Oktober 2008 in Belgien und Peru gedreht. Aufgrund der extremen Wetterbedingungen in 5.000 m Höhe in den Anden, stand rund um die Uhr ein Ärzteteam für Stab und Schauspieler bereit. 
Der Film handelt von einer fiktiven Geschichte, die jedoch von wahren Ereignissen inspiriert wurde, die sich 2000 in dem peruanischen Dorf Choropampa ereignet haben. Außerdem basieren einige Charaktere, wie Saturnina und Max, auf Berichten und Anekdoten über einheimische Dorfbewohner und fremde Ärzte.

## Kritiken
Der Film erhielt überwiegend positive Kritiken.

## Auszeichnungen
- Bangkok International Film Festival 2009:  Special Golden Kinnaree Award for Environmental Awareness[5]
- Festival Film Europeen de Virton 2009: Preis der Stadt Virton
- Lucania Film Festival 2010: Bester Film[6]
- Festival de Cinema de Avanca 2010: Bester Film[7]
- Festival de Cinema de Avanca 2010: Beste Darstellerin für Magaly Solier
- International Film Festival Tofifest 2010: Special Jury Award[8]